# Новотроицкое (Хакасия)
Новотроицкое — село в Бейском районе Хакасии, находится в 15 км к северо-востоку от райцентра — с. Беи и в 18 км от грузовой ж.-д. станции Кирба.
Число хозяйств — 331, население — 1036 чел. (01.01.2003), в основном русские, украинцы, хакасы (около 10 %) и др.
До Октябрьской революции 1917 земли, на которых расположена территория, принадлежали московским капиталистам Алексееву и Четверякову. В 1932 из состава совхоза «Минусинский» выделился совхоз «Овцевод», что послужило поводом для образования Н. Осн. предприятие — ОАО «Новотроицкое» (производство молока, мяса, зерна).
Работают средняя школа, библиотека, школьный краеведческий музей.

## Население
| 2002 | 2010 | 2012 | 2013 | 2014 | 2015 | 2016 |
| ---- | ---- | ---- | ---- | ---- | ---- | ---- |
| 1034 | ↘807 | ↘775 | ↘747 | ↘729 | ↘709 | ↘706 |
| 2017 | 2018 | 2019 | 2020 |      |      |      |
| ↘684 | ↘678 | ↘665 | ↘656 |      |      |      |